# Almonte (Spanyolország)
Almonte település Spanyolországban, Huelva tartományban. Almonte Bollullos Par del Condado, Bonares, Hinojos, Lucena del Puerto, Rociana del Condado, Villalba del Alcor, Sanlúcar de Barrameda, Aznalcázar, Moguer és Palos de la Frontera községekkel határos. Lakosainak száma 24 863 fő (2024).

## Népesség
A település lakosságának változását az alábbi diagram mutatja:
| Lakosok száma | 17 687 | 19 191 | 20 224 | 21 782 | 22 525 | 23 046 | 23 223 | 24 191 | 24 577 | 24 863 |
|               | 2001   | 2004   | 2006   | 2009   | 2011   | 2014   | 2016   | 2019   | 2021   | 2024   |